# Хорват, Эмиль
Эмиль Хорват (словац. Emil Horváth; 12 ноября 1945, Нитра) — словацкий и чехословацкий театральный деятель, актёр театра, кино и телевидения, режиссёр, сценарист и театральный педагог.

## Биография
Сын актёра. С 1968 года обучался актёрскому мастерству в Высшей школе исполнительского искусства в Братиславе, затем поступил в камерный театр в Мартине. С 1976 по 1983 год выступал на Новой сцене в Братиславе.
С января 1984 года — актёр Словацкого национального театрас и его директор с мая 2011 года. Художественный руководитель театра.
Играет в кино. Снялся в 119 кинофильмах, сериалах и телевизионных постановках. Как режиссёр поставил 6 фильмов. Написал 3 сценария.
Преподаёт актёрское мастерство в Высшей школе исполнительского искусства, в 2005 году получил звание профессора.

## Избранная фильмография
- 1958: Удача приходит по воскресеньям
- 1965: Každý mladý muž
- 1968: Niet inej cesty
- 1970: На комете
- 1973: Deň slnovratu
- 1973: Дни предательства
- 1973: Dolina
- 1974: Соколово
- 1976: Jeden stříbrný
- 1976: Americká tragédia
- 1978–1979: Тридцать случаев майора Земана
- 1979: Kamarátky
- 1980: Odveta
- 1980: Rukojmí v Bella Vista
- 1984: Sladké starosti
- 1987: Južná pošta
- 1987: Svět neví nic
- 1987: Víkend za milión
- 1988: Iba deň
- 1988: Prokletí domu Hajnů
- 1996: Jaškov sen
- 2014: České století (ТВ сериал)